# Jón Jónsson Aðils
Jón Jónsson, 1917 tilføjet slægtsnavnet Aðils (født 25. april 1869 på Mýrarhús ved Reykjavik, død 5. juli 1920 i København) var en islandsk historiker.
Jón Jónsson blev student i 1889, og han begyndte herefter at studere medicin ved Københavns Universitet. Snart kom han dog til Vallekilde, hvor han blev påvirket af Ernst Trier. Han begyndte siden at studere Islands historie i 1700-tallet og offentliggjorde i 1896 en større afhandling om landfoged Skúli Magnússon (i Safn til sögu Íslands III), der udkom i en udvidet udgave som et mindeskrift ved hans 200-årige fødselsdag (Skúli Magnússon landfógeti 1711—1911 1911). Altinget bevilgede Jón Jónsson understøttelse til at fortsætte sine studier og senere til også at holde populære foredrag over Islands historie. Han offentliggjorde en bog i 1902, der omhandlede lovmanden Oddur Sigurdsson, et livs- og tidsbillede, og holdt ti populære foredrag over Islands historie, som han offentliggjorde under titel Íslenzkt Þjóðerni (Islandsk nationalitet, 1903); denne bog vakte opsigt, da den slog på de nationale strenge.
Jónssons følgende populære foredrag om sagatidens kultur og levemåde og fem foredrag om Islands nyere historie efter 1750 udgav han også under titlen Gullöld Íslendinga (1906) og Dagrenning (1910).
I 1908 blev Jónsson assistent ved Landsbiblioteket i Reykjavik og 1911 docent i Islands historie ved Universitetet i Reykjavik. Siden skrev han en lærebog om Islands historie, Íslandssaga (1915), og en udførlig fremstilling af den danske monopolhandel på Island, Einokunarverzlun Dana á Íslandi 1602—1787 (1919). Sidstnævnte forskning gav ham titlen dr. phil. ved det islandske universitet. Samtidig fik han også sit embede gjort til professorat.
På dansk har Jónsson skrevet Fæstebondens Kaar paa Island i det 18. Aarhundrede og Den danske Regering og den islandske Monopolhandel nærmest i 18. Aarhundrede (Historisk Tidsskrifts 6. række, IV og VI).